# Let US Air 1016
Let US Air 1016 byl pravidelný let společnosti USAir v jihovýchodních Spojených státech, mezi Columbií v Jižní Karolíně a Charlotte v Severní Karolíně. Dne 2. července 1994, vletěli do bouře a microburst při pokusu přistát srazil letoun k zemi a následná dezorientace kapitána měla za příčinu potlačení a náraz do lesa, letoun DC-9 se zastavil až na silnici přibližně 1,5 km od letiště. Havárie a následný požár způsobily 37 úmrtí a vážně zranily šestnáct dalších lidí.